# Steven Kitshoff
Steven Kitshoff (Somerset West, 10 de febrero de 1992) es un exjugador sudafricano de rugby que se desempeñaba como pilar y su último equipo fue el Stormers del United Rugby Championship. Fue internacional con los Springboks desde 2016 hasta 2023.

## Carrera

### En clubes
Steven Kitshoff comenzó su carrera profesional en 2011 con Western Province en la Vodacom Cup, y más tarde también hizo su debut en la Currie Cup.
También en 2011, descubrió el Super Rugby con la franquicia Stormers, con la que disputó 61 partidos a lo largo de cinco temporadas. 
En 2015, dejó su país natal con destino a Francia, uniéndose al Union Bordeaux Bègles, que juega en el Top 14. 
Después de dos temporadas con el club Girondin, decidió volver a jugar en su país, con su antiguo equipo los Stormers, para seguir siendo elegible para ser seleccionado con los Springboks.  
En 2023, firmó un contrato de tres temporadas con la provincia irlandesa de Ulster.  Sin embargo, solo se queda una temporada antes de regresar a los Stormers para la temporada 2024-25. 
A finales de febrero de 2025, tras no haber jugado en toda la temporada debido a una grave lesión en el cuello, anunció que se vio obligado a poner fin a su carrera debido a esta lesión. 

### Selección nacional
Steven Kitshoff jugando para el equipo Sub-20 de Sudáfrica en el Campeonato Mundial Juvenil de 2012.  Luego fue coronado campeón del mundo tras la victoria de su equipo en la final contra Nueva Zelanda. 
Fue convocado por primera vez a la selección nacional de Sudáfrica en juin 2016.  Obtuvo su primera internacionalidad el 25 de junio de 2016 durante un partido de prueba contra laSelección irlandesa en Port Elizabeth. 
En 2019, fue seleccionado por el entrenador Rassie Erasmus en el grupo de 31 jugadores para disputar el Mundial de Japón 2019.  Por detrás de Tendai Mtawarira, fue suplente durante la mayor parte de la competición, incluida la final contra Inglaterra que su equipo ganó. 
Cuatro años después, fue seleccionado en el grupo de 33 jugadores para disputar el Mundial de Francia 2023. Su equipo se coronó nuevamente campeón del mundo, tras ganar la final ante los All Blacks.  Jugó los siete partidos de su equipo, incluidos cinco como titular.

### Participaciones en Copas del Mundo
| Mundial                       | Sede    | Resultado | PJ | Tries |
| ----------------------------- | ------- | --------- | -- | ----- |
| Copa Mundial de Rugby de 2019 | Japón   | Campeón   | 7  | 0     |
| Copa Mundial de Rugby de 2023 | Francia | Campeón   | 7  | 0     |

## Palmarés

### En clubes
- Ganador de la Currie Cup en 2012 y 2014 con Western Province.
- Finalista de la Copa Currie en 2013 y 2015 con Western Province.
- Ganador del United Rugby Championship en 2022 con los Stormers.
- Finalista del United Rugby Championship en 2023 con los Stormers.

### En la selección nacional
- Ganador del campeonato mundial junior en 2012.
- Ganador del Campeonato de Rugby 2019.
- Campeón del Mundo en 2019[15] y 2023.